# Celocenteza
Celocenteza – pobranie płynu z jamy kosmówki (1–2 ml) umiejscowionego między trofoblastem a workiem owodniowym we wczesnej ciąży (7–8 tydzień) na drodze nakłucia przezpochwowego.
Zabieg jest rzadko wykonywany.

## Wskazania
- wczesna diagnostyka zaburzeń genetycznych
  - hemoglobinopatie
  - zespół Marfana
- ustalenie ojcostwa